# لورلی
لورلی (به آلمانی: Loreley) یک کوه در آلمان است که در راین-لان واقع شده‌است.